# Kahlenberg
A Kahlenberg bécsi hegy a XIX. Kerületben, a klosterneuburgi határ mellett.

## Története

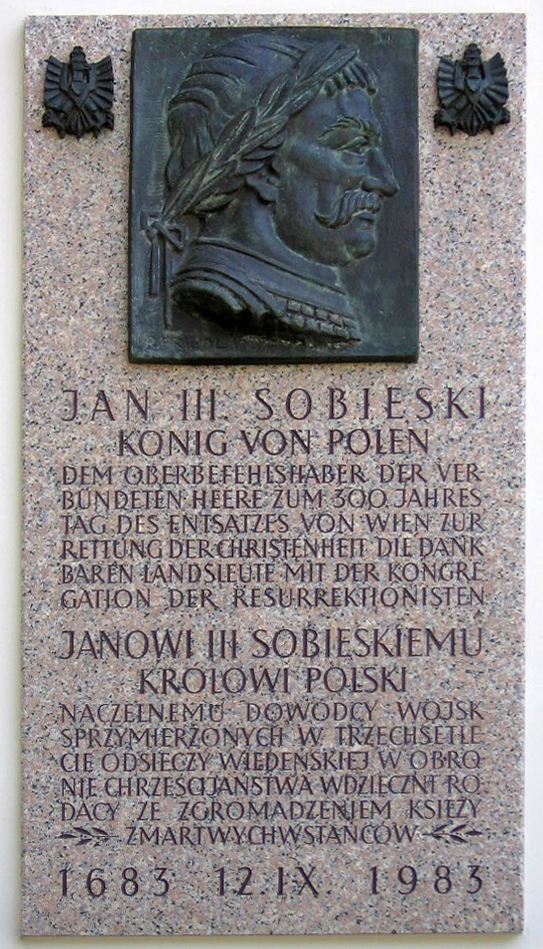
Sobieski János emléktáblája a József-templom nyugati falán

A Kahlenberg a 17. századig lakatlan volt. A hegy eredeti neve Sauberg vagy Schweinsberg (Disznóhegy) volt.
1683. szeptember 12-én itt zajlott le a kahlenbergi csata.
1870-ben építették egy fogaskerekű vasutat, az öt kilometer hosszú Kahlenbergbahnt.
1887-től a hegyen áll a Stephaniewarte, egy 22 m magas kilátótorony.A névadó Stefánia trónörökösné volt.
A 165 m magas adótornyot 1974-ben állították fel.

## Közlekedés
A legközelebbi metróállomás Wien Heiligenstadt.

## Képek

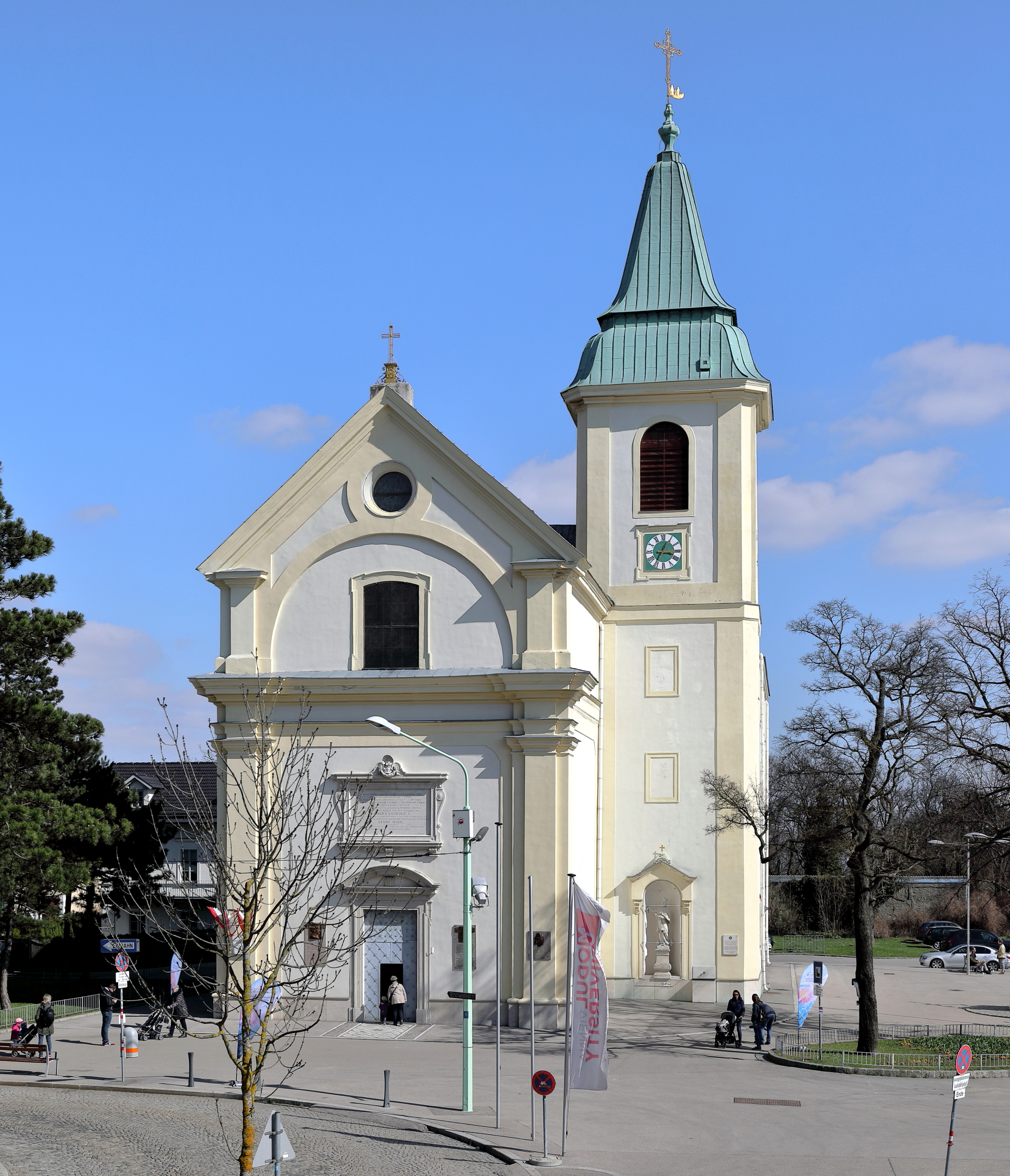
József-templom
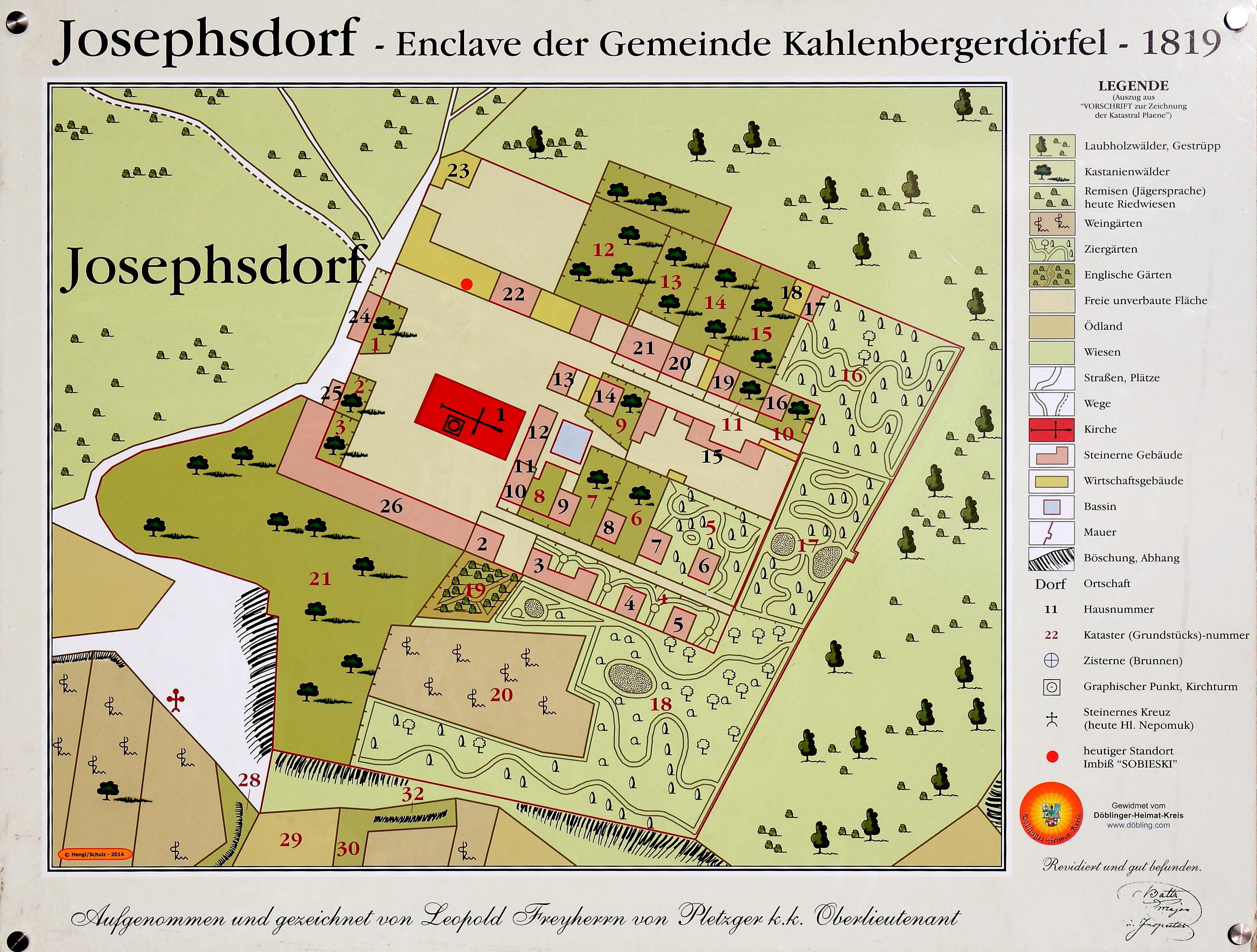
Josefsdorf egy 1919-es térképen
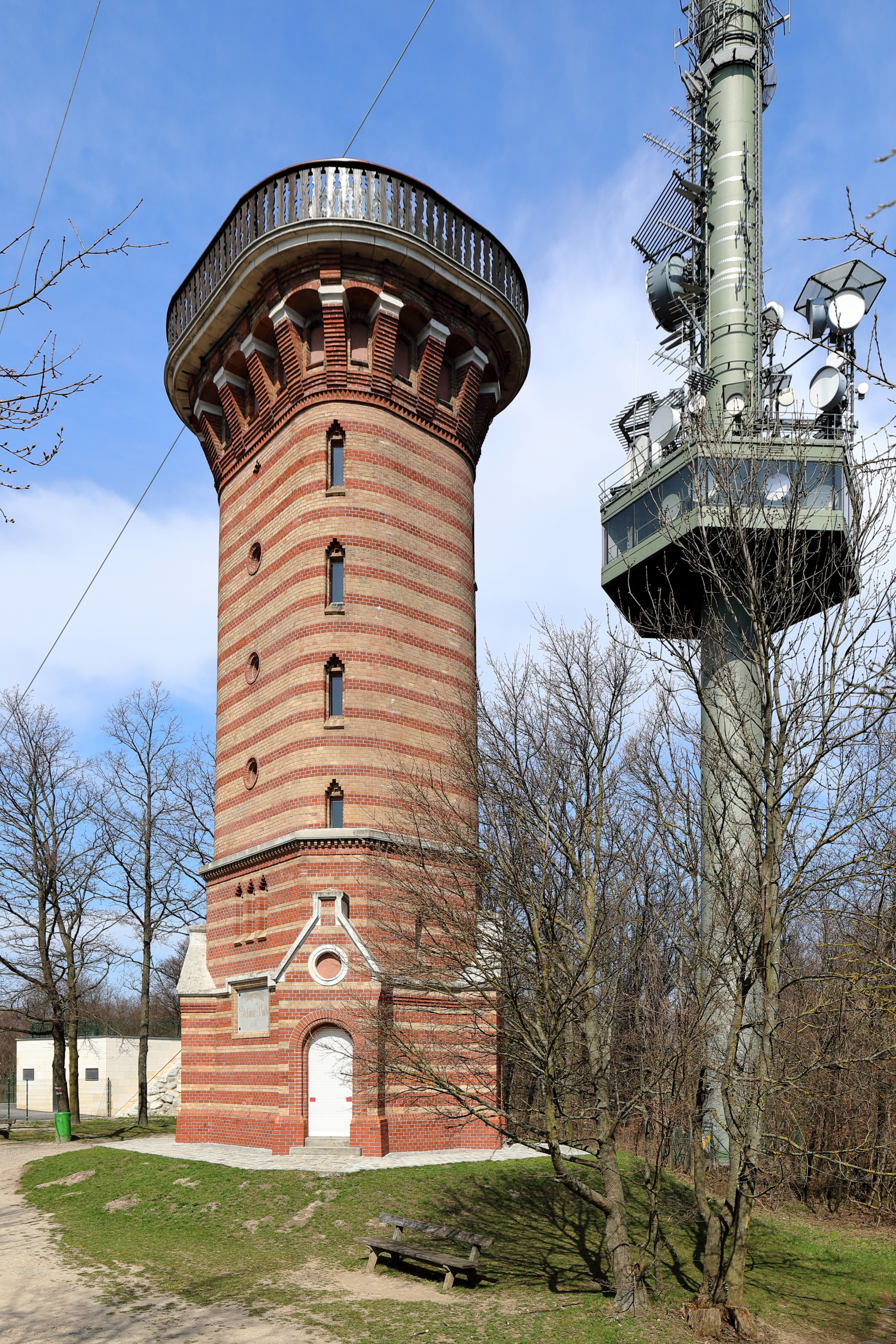
Stephaniewarte
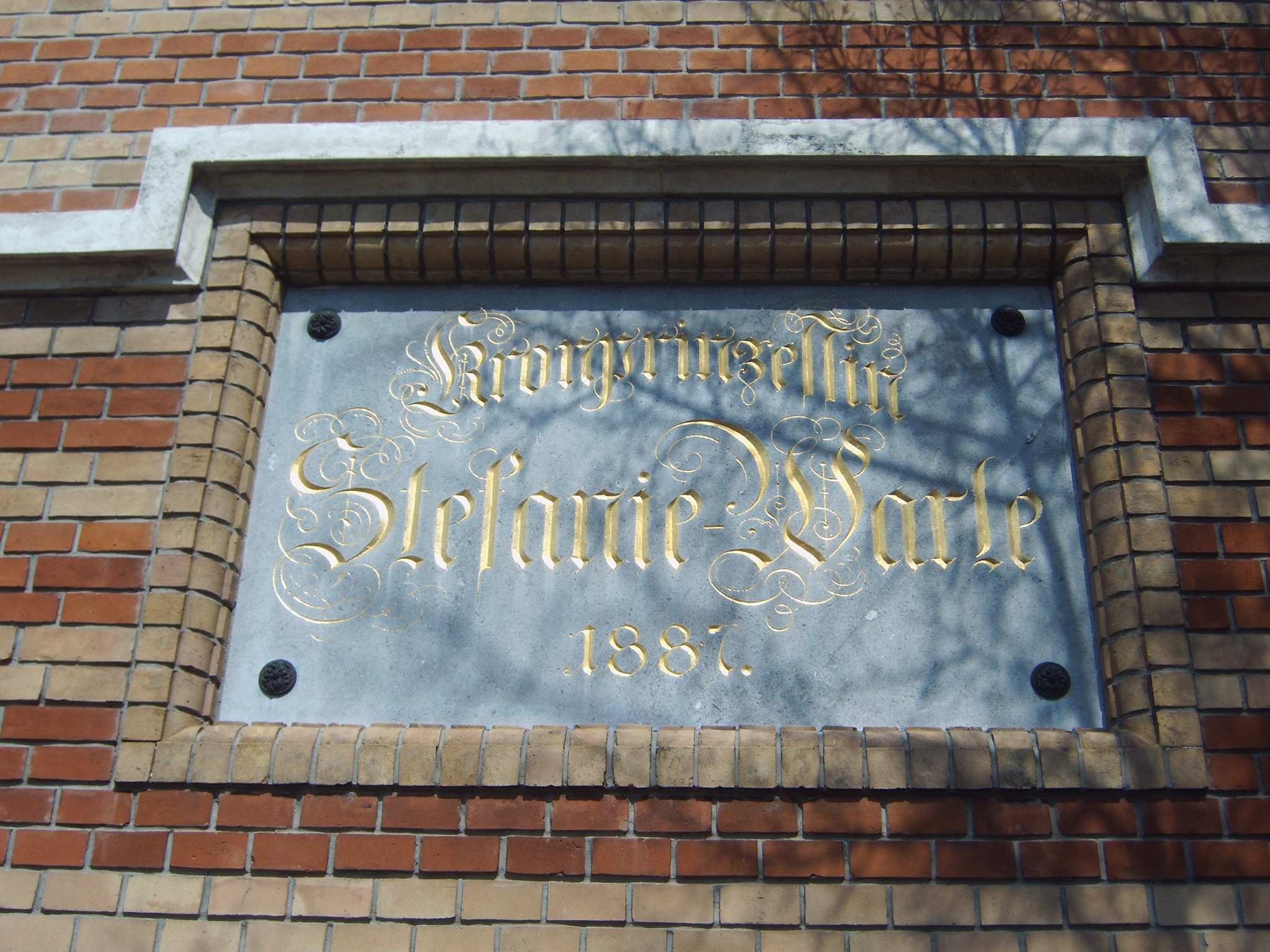
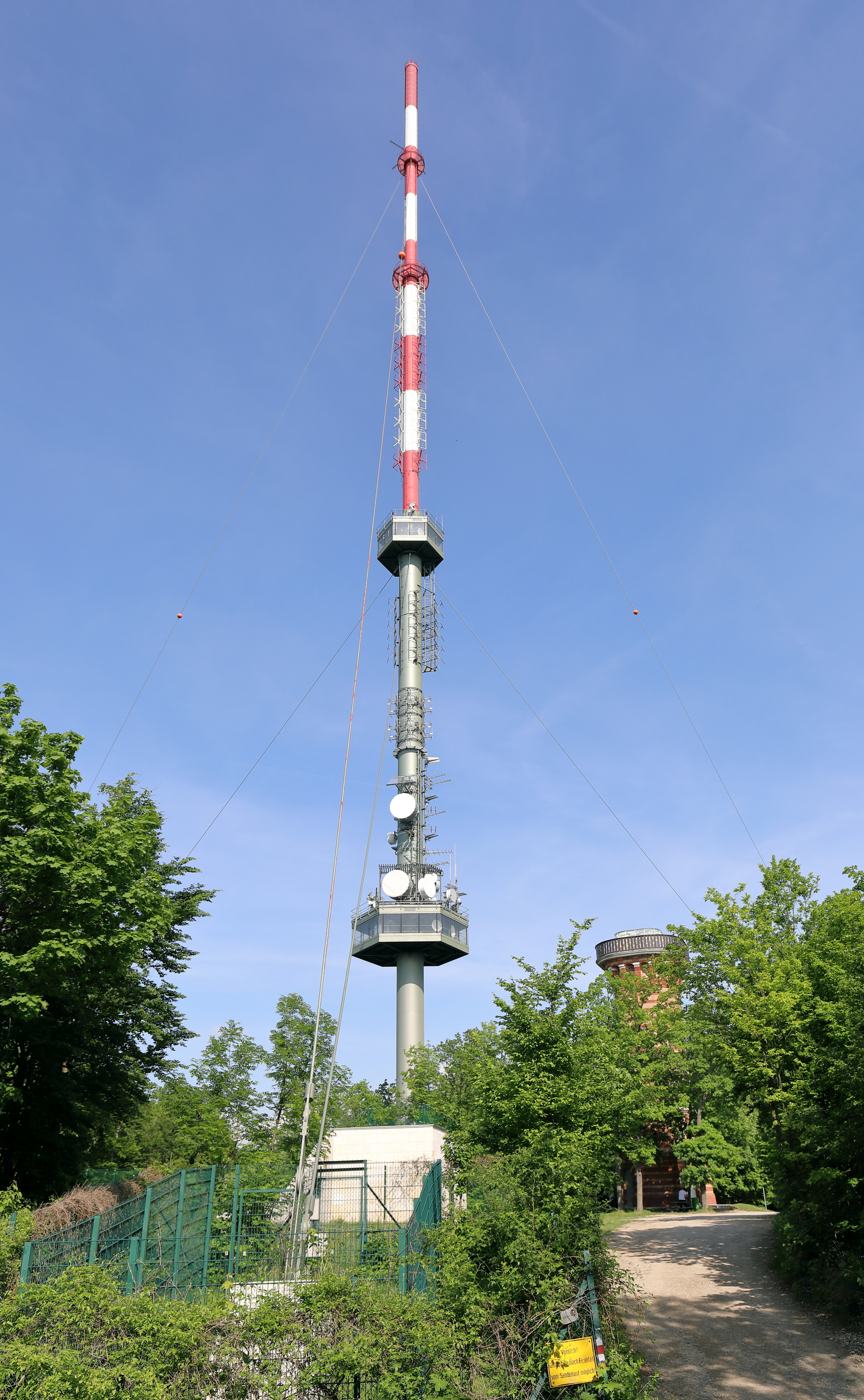
Az adótorony
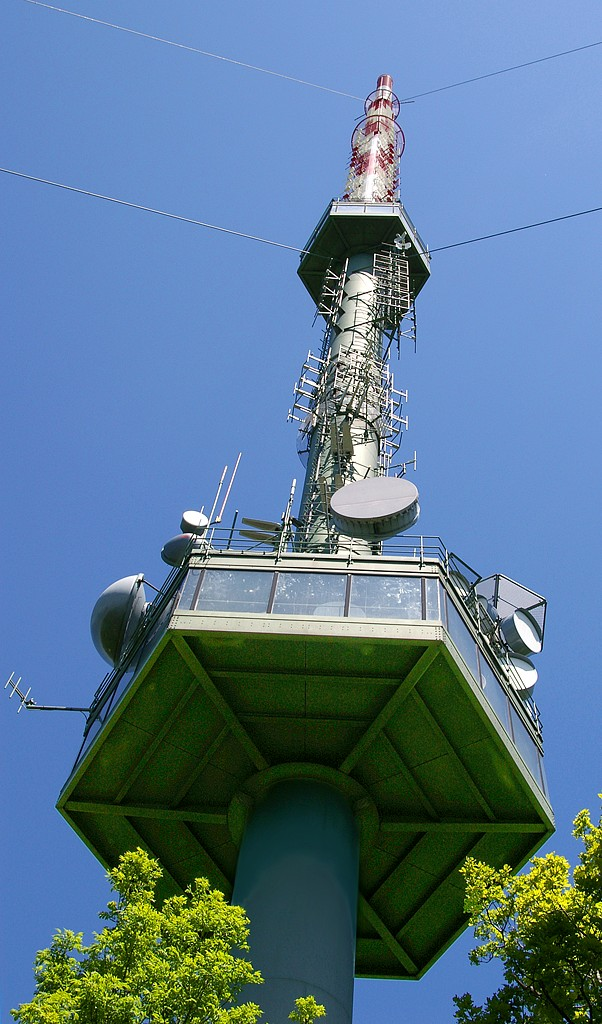

## Fordítás
- Ez a szócikk részben vagy egészben  a   Kahlenberg című német Wikipédia-szócikk ezen változatának fordításán alapul.  Az eredeti cikk szerkesztőit annak laptörténete sorolja fel. Ez a jelzés csupán a megfogalmazás eredetét és a szerzői jogokat jelzi, nem szolgál a cikkben szereplő információk forrásmegjelöléseként.